# Frank Stella
Frank Stella (12. května 1936 – 4. května 2024) byl americký minimalistický malíř a sochař. Narodil se ve městě Malden v americkém státě Massachusetts rodičům italského původu. Studoval umění na Phillips Academy v Andoveru. Později studoval historii na Princetonské univerzitě. Již během studií v Andoveru se setkal se sochařem Carlem Andrem, s nímž v letech 1958 až 1960 sdílel ateliér. Rovněž se věnoval pedagogické činnosti.